# نیکلاس ازکیل گوروسیتو
نیکلاس ازکیل گوروسیتو (انگلیسی: Nicolás Ezequiel Gorosito؛ زادهٔ ۱۷ اوت ۱۹۸۸) بازیکن فوتبال اهل آرژانتین است که در پست مدافع میانی برای باشگاه فوتبال آلکورکون اسپانیا بازی می‌کند.